# Stazione di Cesena
Stazione di Cesena vasútállomás Olaszországban, Cesena településen.

## Vasútvonalak
Az állomást az alábbi vasútvonalak érintik:
- Bologna–Ancona-vasútvonal

## Kapcsolódó állomások
A vasútállomáshoz az alábbi állomások vannak a legközelebb:
- Stazione di Gambettola (Stazione di Ancona)
- Stazione di Forlimpopoli-Bertinoro (Stazione di Bologna Centrale)